# Milano-Sanremo 1948
La Milano-Sanremo 1948, trentanovesima edizione della corsa, fu disputata il 19 marzo 1948 su un percorso di 290,5 km con partenza a Milano e arrivo a Sanremo. Fu vinta dall'italiano Fausto Coppi, giunto al traguardo con il tempo di 7h33'20" alla media di 38,449 km/h davanti ai connazionali Vittorio Rossello e Fermo Camellini. Dei 174 ciclisti al via, 72 completarono la prova.

## Percorso
La corsa prese il via da Porta Ticinese a Milano per volgere come di consueto verso sud; si transitò da Pavia (km 28), Casteggio (km 49), Voghera, Tortona, Novi Ligure, Ovada (km 117), Campo Ligure (km 134) ai piedi del Passo del Turchino, Voltri dopo lo scollinamento. Il gruppo attraversò quindi le diverse località rivierasche, tra le altre Arenzano, Varazze, Savona, Vado Ligure, Finale Ligure, Albenga, i tre capi, Imperia, per giungere infine a Sanremo.

## Resoconto degli eventi
Prima della partenza i tecnici indicavano come principale favorito per la vittoria Fausto Coppi, vincitore dell'edizione 1946 e campione d'Italia in carica. Giornata di bel tempo; dopo il via si ebbero subito numerosi scatti e controscatti, fino al formarsi di una fuga a otto con tra gli altri Adolfo Leoni. Poco dopo Ovada, forarono prima Ricci e poi Bartali della Legnano, che restarono attardati; la rivale Bianchi capitanata da Coppi passò a tirare il gruppo. La fuga si esaurì, anche a causa di alcune forature, nell'ascesa verso il passo del Turchino, sulla cui sommità passarono per primi Giordano Cottur e Gino Sciardis, seguiti a 15" da Coppi e a 20" dal resto del gruppo. In discesa allungò Olimpio Bizzi, mentre Leoni e Luciano Maggini restarono coinvolti in incidenti. A Cogoleto ecco alla testa un gruppetto di tredici, con tra gli altri Coppi, mentre la Legnano era in gran parte attardata.
Sotto gli attacchi di uno dei fuggitivi, Vincenzo Rossello della stessa Legnano, da Varazze in poi alla testa della corsa rimasero quattro atleti (oltre a Rossello, Coppi, Fermo Camellini e Aldo Baito), i quali proseguirono di comune accordo, tanto da incrementare il loro vantaggio a 2 minuti sui primi inseguitori e a 6 minuti sul gruppo principale al passaggio a Finale Ligure. Sul Capo Mele attaccò Coppi, solo Rossello inizialmente poté resistergli, per poi staccarsi anche a causa di una caduta sulla salita di Capo Cervo. Sulla discesa di Capo Berta Coppi incorse in problemi di stomaco, ma, presto ristabilitosi, poté riprendere la corsa; Baito invece cadde, dovendo ritirarsi. L'"Airone" giunse a Sanremo con 5'17" sul secondo Rossello, che anticipò Camellini. Quarto fu Bizzi a 8'55", mentre Bartali chiuse in gruppo a 11'10".

## Ordine d'arrivo (Top 10)
| Pos. | Corridore         | Squadra          | Tempo    |
| ---- | ----------------- | ---------------- | -------- |
| 1    | Fausto Coppi      | Bianchi          | 7h33'20" |
| 2    | Vittorio Rossello | Legnano          | a 5'17"  |
| 3    | Fermo Camellini   | Métropole        | s.t.     |
| 4    | Olimpio Bizzi     | Viscontea        | a 8'55"  |
| 5    | Italo De Zan      | Atala-Pirelli    | s.t.     |
| 6    | Sergio Maggini    | Wilier Triestina | s.t.     |
| 7    | Giordano Cottur   | Wilier Triestina | s.t.     |
| 8    | Bernard Gauthier  | Mercier          | s.t.     |
| 9    | Enzo Bellini      | Cimatti          | s.t.     |
| 10   | Mario Vicini      | Bianchi          | s.t.     |